# Côa
 (novembre 2024).
Si vous disposez d'ouvrages ou d'articles de référence ou si vous connaissez des sites web de qualité traitant du thème abordé ici, merci de compléter l'article en donnant les références utiles à sa vérifiabilité et en les liant à la section « Notes et références ».
La Côa (ou le Rio Côa) est un affluent gauche du fleuve Douro qui coule dans le nord-est du Portugal, dans la région Nord, dans le district de Guarda.

## Géographie
La Côa prend sa source à 1 175 mètres d'altitude, à Foios près de Sabugal, dans le district de Guarda et la région Centre du Portugal. Elle traverse Pinhel avant de se jeter dans le fleuve Douro à une altitude de 130 mètres à la hauteur de la ville de Vila Nova de Foz Côa.
Son cours est long de 140 km de longueur[réf. nécessaire].
La Côa traverse l'autoroute A25 aussi dite Auto-estrada das Beiras Liroral e Alta.

### Bassin versant
Son bassin versant est de 2 521 km2[réf. nécessaire].

## Histoire
La vallée de la Côa est célèbre pour ses sites d'art rupestre classés au patrimoine mondial de l'Unesco en 1998.
La Côa fut également le lieu de la bataille de la Côa (24 juillet 1810) qui survint dès le début de la troisième invasion napoléonienne au Portugal, épisode de la guerre péninsulaire (1807-1814). Les forces anglo-portugaises commandées par le brigadier-général Robert Craufurd furent obligées de se retirer face à l'avancée du 6e CA du maréchal Ney qui s'arrêta sur la rive est de la Côa afin d'entreprendre le siège de la forteresse d'Almeida.

## Affluents
- le Rio Mossueme (rg)
- le ribeira da Fonte (rd),
- le ribeira da Pega (rg),
- le ribeira da Tomé (rd),

## Aménagements et écologie
Sur le Rio Côa, le barrage Sabugal (de) est à 790 m d'altitude, avec un lac de 7,32 km2 de superficie.
- le barrage de Senhora dé Monforte
- la centrale hydroélectrique de Riba-Côa